# Echovirus
ECHOvirus (Entérico citopático humano órfão) é um enterovirus comum em todo o mundo e associado a doenças humanas diferentes, mais comuns durante o verão e outono. Também afetam algumas outras espécies de primatas.

## Causa
O ECHOvirus é transmitido por via fecal-oral, e talvez pelo ar, e que podem infectar o intestino humano. Existem 32 serotipos dessa espécie associados a dez doenças diferentes. É altamente contagioso, resistente a álcool, não-encapsulado e tem uma configuração icosaédrica com uma cápside de quatro proteínas (VP1 a VP4).

## Sinais e sintomas
Os ECHO vírus podem causar:
- Quadro febril com erupções na pele e perda de apetite
- Infecção do trato respiratório superior aguda
- Enterite
- Meningite asséptica (causa 20% das meningites virais)
- Encefalite viral
- Paralisia similar a Poliomielite
- Pleurodinia
- Miocardite
- Graves infecções neonatais

## Diagnóstico
O diagnóstico pode ser feito por isolamento viral nas fezes ou em células do reto, por teste de neutralização, buscando anticorpos específicos ou com PCR.

## Tratamento
O tratamento é de apoio e para aliviar os sintomas até que o próprio organismo se cure após alguns dias. Alguns estudos indicam benefícios pleconaril e imunoglobulina intravenosa, mas faltam pesquisas mais amplas para comprovarem seus efeitos.